# Bang Bang Kid
Bang Bang Kid è un film del 1967 diretto da Giorgio Gentili, Luciano Sacripanti e Stanley Prager.
Commedia western italo-spagnola, con protagonista Tom Bosley ancora sconosciuto in Italia. Il soggetto è un bizzarro connubio tra lo Spaghetti Western allora in voga e la fantascienza, accompagnato dalla figura sensuale di Sandra Milo.

## Trama
Un eccentrico inventore giunge in uno sperduto villaggio del Far West tentando di vendere i suoi gadget perfettamente inutili, fino a mettere a punto un robot meccanico ad immagine di pistolero per combattere e ripulire il luogo dal crimine.